# Плеханово (Орловская область)
Плеханово (деревня Плеханова) — деревня в Знаменском районе Орловской области. Входит в состав Узкинского сельского поселения.

## География
Уличная сеть
Советская улица

## Население
| 2010 |
| ---- |
| 7    |

## История
Деревня Плеханово (Плеханова) упоминается в 1678 году среди поместий Севского разряда Карачевского уезда Рословского стана